# Gigabyte Communications
GSmart (GBC) — тайваньский поставщик и производитель устройств коммуникации. Компания основана в феврале 2004 и входит в состав «Gigabyte Group».
Штаб-квартира «Gigabyte Group» расположена в Тайбэе, столице Тайваня. Председатель компании — Yeh Pei-Cheng.
Производственные мощности находятся в центре Тайбэя, а также есть две фабрики в Китае — в районе Гонконга и Шанхая. Команда разработчиков находится в штаб-квартире, в собственном здании. Там работает около 7000+ человек, из них 60% занято разработкой новой продукции.
«GSmart» является дочерней компанией компьютерного гиганта «Gigabyte». Название «Gsmart» вполне логично проистекает из двух слов «Gigabyte» и «smart».

## История

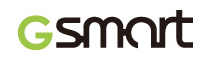
Эмблема GSmart

- Gigabyte появилась в 1986 году и была основана пятью студентами-однокурсниками. В то время это была очень маленькая компания, и её создателям пришлось серьёзно поработать, чтобы сделать компанию такой, какая она есть сейчас. Первоначально компания занималась только разработкой плат, заказывая производство у других компаний, а потом, шаг за шагом, стала развивать собственные производственные мощности.
- В феврале 2004 была основана компания «Gigabyte Communications Inc» (GBC), которая входит в состав «Gygabyte Group».
- Первый коммуникатор по собственным брэндом «Gsmart» компания выпустила в конце 2005 года.
- Компания GSmart в 2006 году выпустила первый в мире коммуникатор со встроенным аналоговым ТВ-тюнером (NTSC/PAL/SECAM) - GIGABYTE GSmart i128.
- Компания GSmart в 2007 году выпустила первый в мире коммуникатор со встроенным цифровым ТВ-тюнером (DVB-T, DVB-H, T-DMB, DAB) - GIGABYTE GSmart t600.
- Компания GSmart в 2011 году выпустила первый в мире коммуникатор с 2 сим картами на ОС Android 2.2 - GIGABYTE GSmart 1315,1310,1317D,1345,1355.
- В 2012 году выпущен Gigabyte GSmart G1342 (кодовое название Houston) — смартфон на базе операционной системы Android, собственной разработки.
- В июне 2015 года компания объявила о решении ухода с рынка смартфонов. Прекращение работы не отразится на персонале. Сотрудников, которые были заняты на мобильном подразделении, перераспределят по другим командам.[1]

## Достижения
- Успехи компании, в качестве ODM партнера, значительны. Например, оператор сотовой связи «О2 Asia» отдал «Gigabyte Communications» львиную долю заказов коммуникаторов «О2 XDA», отказавшись от услуг Asustek (причиной явилось использование Asus-ом 3G-микросхем от компании Intel, которые менее производительны, чем 3G-чипы Qualcomm). В результате по объему заказов компания даже обогнала Quanta Computer, производителя коммуникаторов серии O2 Xda Atom, и Arima Communications, производителя O2 Xda Flame.
- В 2006 году компания Gigabyte Communications получила престижную награду от JIDPO (Japan Industrial Design Promotion Organization) на конкурсе «Good Design Award 2006». Коммуникатор GSmart i награждён за дизайн в категории «Сотовые телефоны и мобильные продукты».